# The King is Dead
The King is Dead (titulado El rey ha muerto en España y El rey está muerto en Hispanoamérica es el séptimo episodio de la segunda temporada de la serie Padre de familia emitido el 28 de marzo de 2000 en FOX. El episodio está escrito por Craig Hoffman y dirigido por Monte Young. La trama se centra en Lois, la cual es elegida como directora de la producción de teatro tras el fallecimiento del anterior director, sin embargo, su marido termina por entrometerse en sus funciones.

## Argumento
Lois es elegida como directora de la compañía teatral Quahog Players tras el fallecimiento del anterior director. Para su primer trabajo decide producir el musical El rey y yo. Por otro lado, Peter se lleva un profundo desengaño al descubrir que su jefe no valora sus ideas, por lo que Lois le sugiere que busque una afición que le permita explotar su creatividad. Tras hacer caso a los consejos de su mujer decide presentarse a las pruebas de reparto de la obra de Lois, pero cuando Peter hace un número mediocre y exagerado, Lois opta por no incluirlo en el reparto de la obra y le nombra productor para mantenerlo alejado y sin que moleste, pero acaba por aprovecharse de la situación y realizar cambios en el guion (que nada tiene que ver con la obra original) y en el reparto tras sustituir a Loretta por Diane Simmons al creer que haría mejor de Anna.
Los cambios no entusiasman demasiado a Lois, la cual se indigna al ver como todos apoyan las "brillantes" ideas de Peter que sin embargo su mujer desprecia. Harta de que Peter haya estropeado su obra, Lois dimite de su cargo y se lo cede de mala gana a Peter. Sin Lois en la obra, Peter no para de hacer cambios, y Diane se retira por el agobio por lo que Peter decide interpretar el papel de Anna.
Llega el día del estreno y Peter ve cómo el aforo está lleno, al comenzar la obra, todos ven que la versión de El rey y yo de Peter está ambientada en un futuro postapocalíptico en el año 2015 tras la XIX Guerra Mundial, el mundo en el que se encuentran está gobernado por un rey tirano interpretado por Brian, por otro lado Peter aparece como Anna, pero lejos de ser la institutriz del musical, es un robot ninja conocido como ANNA (Acrónimo de "Androide Nuclear Neohumanoide Atómico") del planeta Inglaterra que debe enfrentarse a la tiranía del rey, al cual consigue vencer y liberar el mundo declarando Siam como parte de los Estados Unidos.
Lois, que se encontraba entre el público para ver como la gente abucheaba a Peter por destrozar una obra mítica se sorprende al ver que los asistentes aplauden la creatividad del director, esto no hace más que enfurecer a la mujer que comienza a insultar al público por aplaudir algo que Peter ha convertido en "basura". Peter parece avergonzado por la reacción de su esposa, este, de puro nerviosismo acaba tirándose un pedo largo y sonoro que todos oyen, tras el momento de tenso silencio, todos vuelven a aplaudir a Peter mientras que Lois, que ve cómo su marido se lleva el éxito, es ignorada. Tras volver de la fiesta de celebración, Peter le agradece a su mujer la oportunidad que le dio para expresar su creatividad a pesar de que Lois intentó humillarle.

## Recepción
Ahsan Haque de IGN, en su crítica de 2008 puso al episodio un 9 de 10 de nota comentando que "The King is Dead es entretenida de principio a fin" y que tiene "un argumento bastante completo". También comentó que el episodio contiene "innumerables gags llamativos y algunas referencias que solo se pueden entender después de verlo [el episodio] muchas veces".

## Referencias culturales

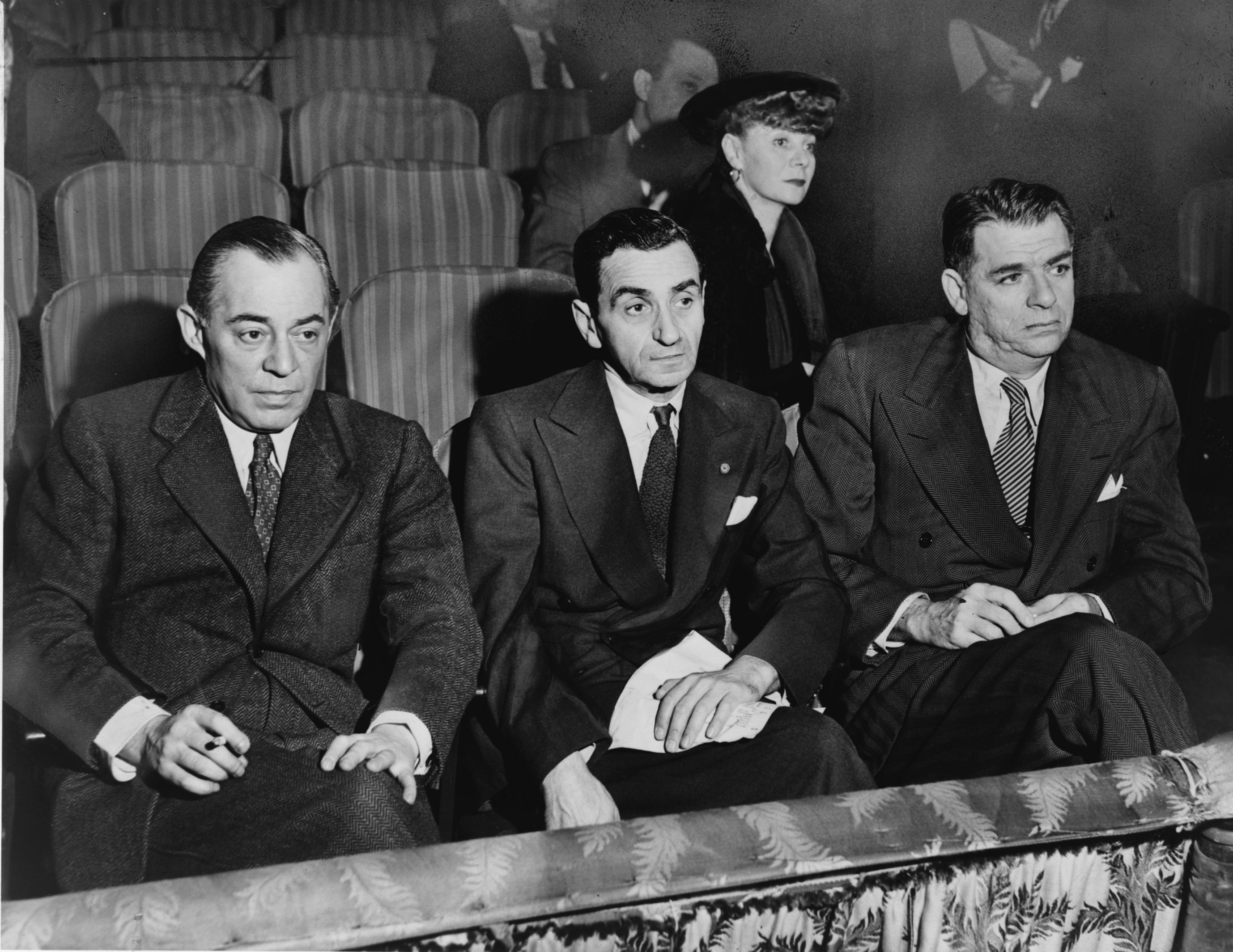
El rey y yo fue escrito por Richard Rodgers (a la izquierda) y Oscar Hammerstein II (a la derecha).